# Vincent Van Patten
Vincent „Vince“ Van Patten (* 17. Oktober 1957 in Bellerose, New York) ist ein ehemaliger US-amerikanischer Tennisspieler und Kinderdarsteller sowie Schauspieler, Sportkommentator und Pokerspieler.

## Leben
Van Patten wuchs als jüngster Sohn des Schauspielers Dick Van Patten auf. Nachdem er schon in jungen Jahren in Werbespots auftrat, war er in den 1970er Jahren als Kinderdarsteller in zahlreichen Fernsehserien zu sehen, darunter Bonanza, Rauchende Colts und Wonder Woman. Von 1974 bis 1975 gehörte er zu den Hauptdarstellern der Serie Apple’s Way; diese wurde jedoch nach 28 Folgen abgesetzt. Mit Three for the Road folgte 1975 eine weitere kurzlebige Serie mit nur 13 Folgen. Gelegentlich hatte er auch Auftritte in Spielfilmen, darunter die Musikkomödie Rock ’n’ Roll Highschool. Gegen Ende der 1970er Jahre fokussierte sich Van Patten auf den Tennissport und war in den 1980er Jahren nur noch selten als Schauspieler aktiv.
Auf der High School galt Van Patten zunächst nicht als herausragendes Talent; so wurde er nie in die Bestenliste All-American berufen. Im Alter von 18 Jahren fokussierte er sich mehr auf sein Spiel und errang in der Folge zahlreiche Siege auf der unterklassigen Satellite Tour. Nachdem er sich so schließlich unter die Top 100 gespielt hatte, wurde er 1979 mit dem ATP Newcomer of the Year Award ausgezeichnet und verwies dabei Ivan Lendl auf den zweiten Platz. Im darauf folgenden Jahr stand er beim Grand-Prix-Turnier in São Paulo im Finale, welches er gegen Wojciech Fibak verlor. 1981 gewann er das Hallenturnier in Tokio. Nachdem er auf dem Weg ins Finale unter anderem Vitas Gerulaitis und John McEnroe (zu diesem Zeitpunkt Weltranglisten-Erster) geschlagen hatte, triumphierte er im Finale in drei Sätzen gegen den Australier Mark Edmondson. Ein letztes Finale auf der Profitour erreichte er 1983 in Maui, dort unterlag er Scott Davis knapp in drei Sätzen. Im Doppel trat Van Patten zwischen 1983 und 1987 mehrfach erfolgreich mit Brad Gilbert auf. Gemeinsam errangen sie 1986 kampflos den Titel beim Turnier in Boca West, nachdem im Finale Stefan Edberg und Anders Järryd nicht angetreten waren.
Seine höchste Notierung in der Tennisweltrangliste erreichte Van Patten 1981 mit Position 24 im Einzel sowie 1986 mit Position 24 im Doppel. Sein bestes Einzelergebnis bei einem Grand-Slam-Turnier war das Erreichen der dritten Runde in Wimbledon 1985, und bei den US Open 1982 und 1983. In der Doppelkonkurrenz erreichte er 1981 an der Seite von Mel Purcell das Viertelfinale der French Open. Im Mixed gelang ihm der Einzug ins Achtelfinale bei den US Open 1981 und den French Open 1985.
Nach zahlreichen Verletzungen entschied sich Van Patten 1986 zum Rückzug aus dem Profitennis und kehrte zum Showbusiness zurück. Unter anderem spielte er zwischen 1992 und 1997 die wiederkehrende Rolle das Dr. Tom Morella in der Serie Baywatch – Die Rettungsschwimmer von Malibu sowie in 12 Folgen der Seifenoper Schatten der Leidenschaft den Christian Page. Van Patten war 16 Jahre lang Kommentator der World Poker Tour (WPT). Bereits sein Vater hatte zwischen 1993 und 1995 in dieser Funktion gewirkt. Selbst spielte er u. a. mehrfach bei der World Series of Poker und beim WPT-Main-Event. Insgesamt erspielte er sich Preisgelder von mehr als 100.000 US-Dollar.
Van Patten ist Neffe von Joyce Van Patten und Tim Van Patten, Cousin von Talia Balsam, sowie Schwager von Nancy Valen. Er war zwischen 1989 und 2005 mit der Schauspielerin Betsy Russell verheiratet, 2003 schloss er seine zweite Ehe mit Schauspielerin und Reality-TV-Darstellerin Eileen Davidson. Er hat drei Kinder; zwei aus der ersten, ein weiteres aus der zweiten Ehe.

## Erfolge
| Legende                       |
| Grand Slam                    |
| Tennis Masters Cup            |
| ATP Masters Series            |
| ATP International Series Gold |
| ATP International Series (2)  |
| ATP Challenger Tour (3)       |

### Einzel

#### Turniersiege

##### ATP Tour
| Nr. | Datum            | Turnier | Belag   | Finalgegner    | Ergebnis      |
| --- | ---------------- | ------- | ------- | -------------- | ------------- |
| 1.  | 26. Oktober 1981 | Tokio   | Teppich | Mark Edmondson | 6:2, 3:6, 6:3 |

##### Challenger Tour
| Nr. | Datum              | Turnier   | Belag     | Finalgegner      | Ergebnis      |
| --- | ------------------ | --------- | --------- | ---------------- | ------------- |
| 1.  | 18. Juni 1979      | Green Bay | Hartplatz | Fred McNair      | 4:6, 6:4, 6:4 |
| 2.  | 28. September 1981 | Athen     | Sand      | Zoltán Kuhárszky | 7:5, 6:4      |

#### Finalteilnahmen
| Nr. | Datum              | Turnier   | Belag     | Finalgegner    | Ergebnis      |
| --- | ------------------ | --------- | --------- | -------------- | ------------- |
| 1.  | 28. April 1980     | São Paulo | Teppich   | Wojciech Fibak | 0:6, 6:7      |
| 2.  | 26. September 1983 | Maui      | Hartplatz | Scott Davis    | 3:6, 7:6, 6:7 |

### Doppel

#### Turniersiege

##### ATP Tour
| Nr. | Datum            | Turnier    | Belag     | Partner      | Finalgegner                 | Ergebnis |
| --- | ---------------- | ---------- | --------- | ------------ | --------------------------- | -------- |
| 1.  | 10. Februar 1986 | Boca Raton | Hartplatz | Brad Gilbert | Stefan Edberg Anders Järryd | kampflos |

##### Challenger Tour
| Nr. | Datum              | Turnier | Belag | Partner         | Finalgegner                       | Ergebnis |
| --- | ------------------ | ------- | ----- | --------------- | --------------------------------- | -------- |
| 1.  | 28. September 1981 | Athen   | Sand  | Nels Van Patten | Nenad Ileković George Kalovelonis | 7:6, 7:6 |

#### Finalteilnahmen
| Nr. | Datum              | Turnier       | Belag   | Partner    | Finalgegner                   | Ergebnis |
| --- | ------------------ | ------------- | ------- | ---------- | ----------------------------- | -------- |
| 1.  | 19. September 1983 | San Francisco | Teppich | Ivan Lendl | Peter Fleming Patrick McEnroe | 1:6, 2:6 |

## Filmografie

### Film
- 1979: Spree – Rocker der Wüste (Survival Run)
- 1979: Rock ’n’ Roll Highschool (Rock ’n’ Roll High School)
- 1981: Yesterday
- 1981: Hell Night
- 1991: Payback
- 1995: The Break
- 2001: When Billie Beat Bobby
- 2003: Stuey
- 2016: The Guest House
- 2019: 7 Days to Vegas

### Fernsehen (Auswahl)
- 1970: High Chaparral (The High Chaparral)
- 1971: Cannon
- 1971: Der Chef (Ironside)
- 1973: Barnaby Jones
- 1976: Der Sechs-Millionen-Dollar-Mann (The Six Million Dollar Man)
- 1977: Wonder Woman
- 1981: Love Boat (The Love Boat)
- 1990: Matlock
- 1992–1997: Baywatch – Die Rettungsschwimmer von Malibu (Baywatch)
- 2000: Schatten der Leidenschaft (The Young and the Restless)